# Сулом
Суло́м (фр. Soulom, окс. Solon) — коммуна во Франции, находится в регионе Юг — Пиренеи. Департамент — Верхние Пиренеи. Входит в состав кантона Аржелес-Газост. Округ коммуны — Аржелес-Газост.
Код INSEE коммуны — 65435.

## География

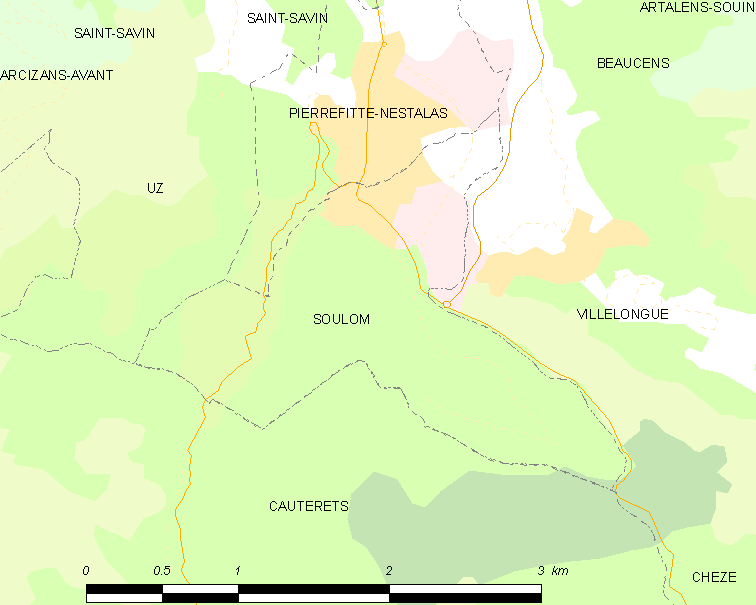
Карта коммуны

Коммуна расположена приблизительно в 690 км к югу от Парижа, в 145 км юго-западнее Тулузы, в 33 км к югу от Тарба.
По территории коммуны протекают реки Гав-де-По и Гав-де-Котретс.

## Климат
Климат умеренно-океанический с солнечной тёплой погодой и обильными осадками на протяжении практически всего года.

## Население
Население коммуны на 2010 год составляло 241 человек.
| 1962 | 1968 | 1975 | 1982 | 1990 | 1999 | 2010 |
| ---- | ---- | ---- | ---- | ---- | ---- | ---- |
| 594  | 521  | 356  | 342  | 264  | 247  | 241  |

## Экономика
В 2010 году среди 149 человек трудоспособного возраста (15-64 лет) 117 были экономически активными, 32 — неактивными (показатель активности — 78,5 %, в 1999 году было 70,4 %). Из 117 активных жителей работали 105 человек (59 мужчин и 46 женщин), безработных было 12 (6 мужчин и 6 женщин). Среди 32 неактивных 8 человек были учениками или студентами, 16 — пенсионерами, 8 были неактивными по другим причинам.

## Достопримечательности
- Церковь Св. Андрея (XII век). Исторический памятник с 1942 года[4]

## Фотогалерея

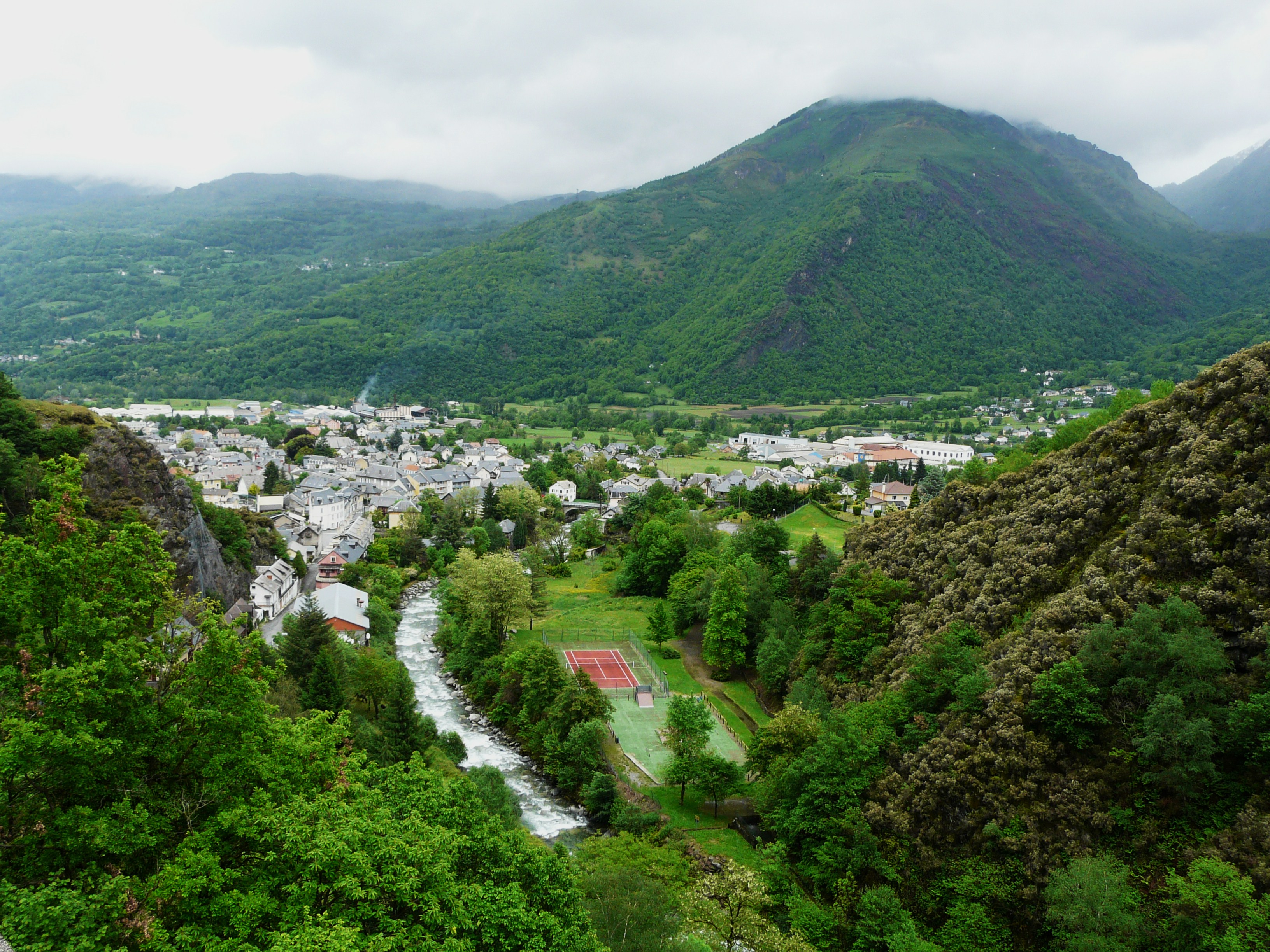
Пьерфит-Несталас (слева) и Сулом (справа)
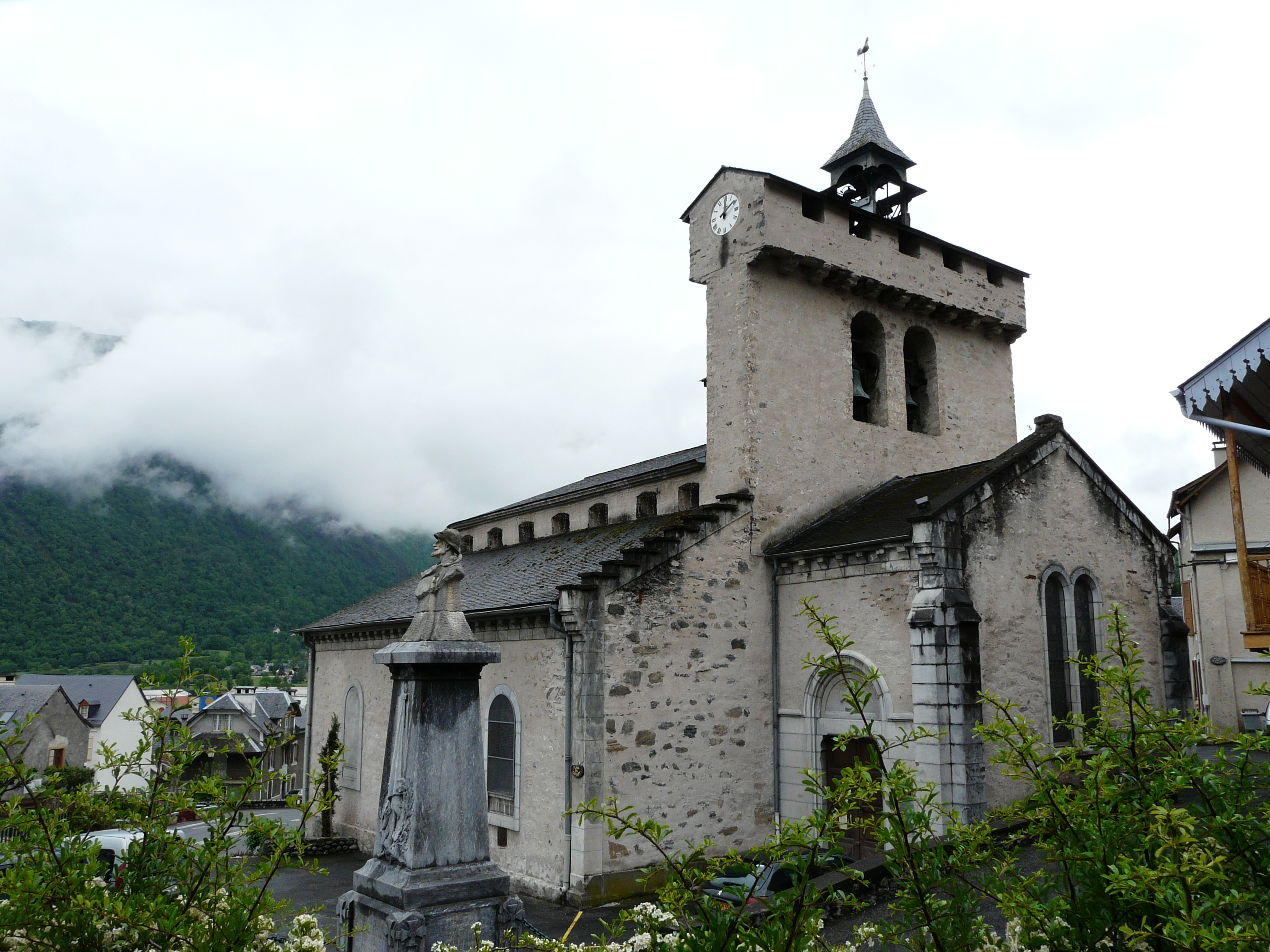
Церковь Св. Андрея
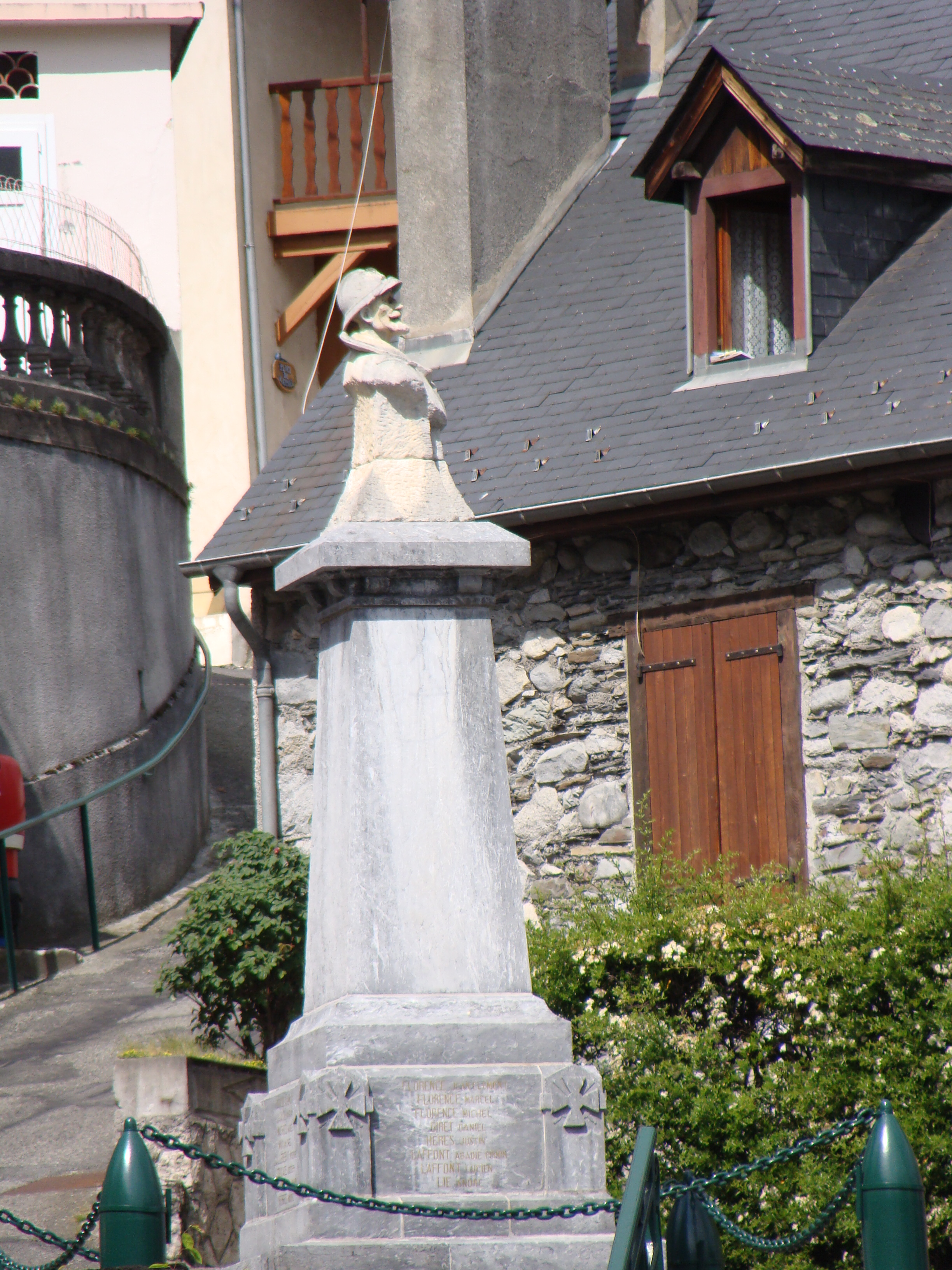
Военный мемориал
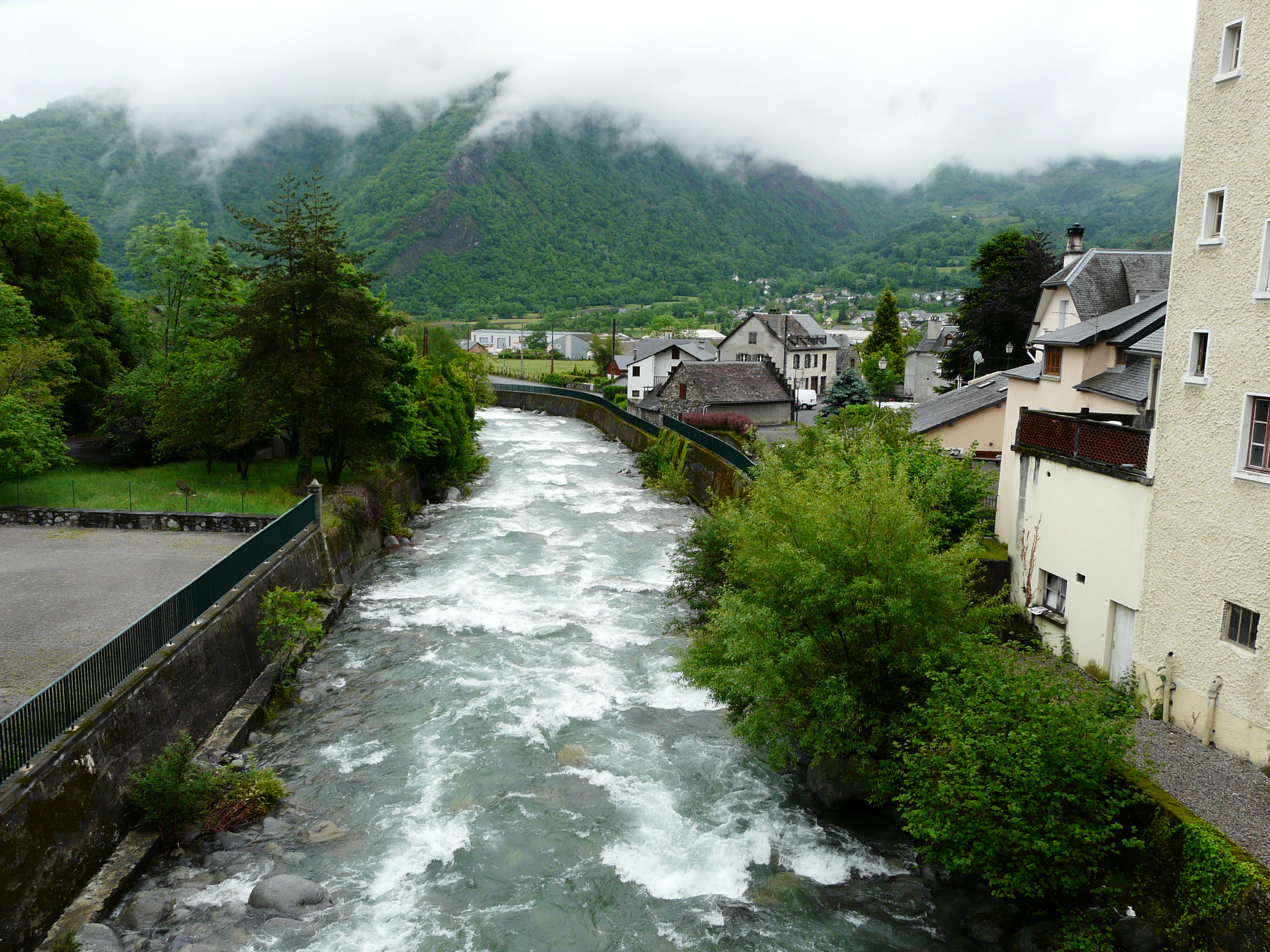
Река Гав-де-Котеретс